# Али Джи
А́ли Джи (англ. Ali G [ˈɑːli dʒiː]) — персонаж, созданный и исполняемый английским комиком Сашей Бароном Коэном, представляющий собой ЭмСи из города Стейнс, озабоченного научными вопросами. Основной персонаж «Шоу Али Джи» (Da Ali G Show) и картины «Али Джи в парламенте. Помимо Али Джи в этом шоу присутствовали и другие персонажи Саши Барона Коэна: Борат Сагдиев и Бруно Гехард, о которых впоследствии были сняты полнометражные фильмы («Борат» и «Брӱно» соответственно).
Али Джи ведёт передачу для подростков, интервьюируя общественных деятелей Великобритании на серьёзные социальные темы.
Одеждой, манерами и речью Али Джи подражает раста и джанглистам — субкультуре, возникшей вокруг джангл/драм-н-бейс-музыки, и популярной среди подростков к концу 1990-х годов, придя, таким образом, на смену предыдущим панкам и готам. Своим персонажем Саша высмеивает виггеров, белых англичан, подражающих уличной культуре чернокожих американцев — хип-хопу.
Али Джи говорит на британском английском в смеси с заимствованными словами и сленговыми выражениями из ямайского креольского и ямайского английского (используя такие выражения, как, например, «batty crease», «batty boy», «punani» и др.). Свою девушку называет по-ямайски «me Julie» («моя девушка», буквально «моя Джули»).
В 1999 году был выпущен фильм «Ali G, innit» с путешествием Али Джи по Великобритании. Шоу Али Джи вещалось с 2000 по 2004 на каналах Channel 4 и HBO. Также персонаж Али Джи появлялся в видеоклипах Мадонны «Music» (2000) и Шэгги «Me Julie» (2002), многократно демонстрировавшихся на музыкальных телеканалах (в том числе российских). 22 марта 2002 года в прокат вышел полнометражный фильм «Али Джи в парламенте» (англ. Ali G Indahouse). В 2014 году состоялась премьера телесериала «Ali G: Rezurection». В России «Шоу Али Джи» вещалось местным подразделением MTV[когда?].